# C級駆逐艦 (初代)
C級駆逐艦（英語: C-class destroyer）は、イギリス海軍の水雷艇駆逐艦（TBD）の艦級。1913年に駆逐艦の艦級がアルファベット順に整理された際に、30ノッター型（英: Thirty knotter class）として建造された艦のうち、3本煙突の艦がこの艦級に再種別されたものである。

## 来歴
青年学派を背景としたフランス海軍の水雷艇戦力の拡充に対抗するため、1892年度より、イギリス海軍は水雷艇駆逐艦（TBD）と呼ばれる新艦種の整備に着手した。これは水雷艇を拡大した軽量の船体、および水管ボイラーを採用した軽量大出力機関の搭載を基本としており、最初に建造された各型は27ノットの速力を実現した。
この27ノッター型（後にA級に再種別）の成功を確認したイギリス海軍は、1894年度計画より、更なる速力向上を図った発展型として30ノッター型の整備に着手し、1903年までに74隻を建造した。その後、1913年に駆逐艦の艦級がアルファベット順に整理された際に、このうちの3本煙突の艦がC級として再種別された。

## 設計
27ノッター型（A級）と同様、細部の設計は各造船所に任されたことから、煙突数を除けば艦型は極めて多彩である。基本構造はA級と同様で、いずれも水雷艇を強化・拡大したものとなっている。敵からの発見を遅らせるため、乾舷の低い平甲板型とされたことから、艦首が波浪に突っ込んだときに海水をすくい上げないように、水はけの良い亀甲型（タートルバック）とされた。また艦首よりやや後方の外板には波の打上げを減少させるためフレアが付されているほか、艦橋付近から艦尾付近までは、吃水線付近が最も幅広く、乾舷は船体内向きに内傾しているタンブルホームの形状を採用した。なお艦尾艦底部には、プロペラ先端の一部を納めるための凹みが付されている。
ボイラーはいずれも石炭専焼式の水管ボイラーで、ヤーロウ式、ソーニクロフト式、ノルマン式、リード式があった。蒸気性状は圧力220–250 lbf/in2 (15–18 kgf/cm2)、飽和温度であった。主機関は、A級の大部分と同様、水雷艇で主流だった3段膨張3気筒レシプロ蒸気機関が踏襲された。機関出力は5,800～6,300馬力を基本とする。海上公試では、一部を除いて30ノットという所期の速力を達成した。その後、1895年にフランス海軍の航洋水雷艇「フォルバン」が海上公試で31.03ノットの速力を記録したことから、1896-7年度計画で、B級の「アラブ」「エクスプレス」とともに本級の「アルバトロス」が高速艦として試作されることになり、主機出力は7,500馬力に強化された。しかし33ノットの目標速力に対して、公試速力は31.5ノット程度となり、レシプロ蒸気機関の限界が確認された。
海軍では既にこの問題を認識しており、B級の「コブラ」と同様、1897年度の「ヴァイパー」は新開発のパーソンズ直結タービンを搭載して建造された。同艦では4軸推進が採用されており、両外軸に高圧タービン、両内軸に低圧タービンと後進タービンを結合した。また減速機を持たない直結タービンであるため、高回転下で効率的にタービン出力を推力に変換するため、各推進軸に2個ずつの推進器を備えた。これにより、同艦は30ノッター型として最速の36.869ノットを記録した。また1901年に「コブラ」「ヴァイパー」が事故で沈没したことから、同年度計画で代艦として「ヴェロックス」が建造された。これはパーソンズ直結タービン2基による4軸推進艦という点では「ヴァイパー」と同様だが、低速時の燃費改善のため、巡航機として小型のレシプロ蒸気機関を搭載し、こちらでも13ノットの巡航速力を発揮できた。公試速力は27.5ノットと他の30ノッター型に劣った一方、11ノットで1,173海里とレシプロ艦に匹敵する航続距離を確保した。またその後、主力艦の巡航速力の向上を受けて、1906年には巡航機を小型の蒸気タービンに換装し、巡航速力を16ノットに向上させた。以後の駆逐艦でも、低速時の燃費向上を目的とした巡航タービンの装備が踏襲された。

## 装備
装備面では、27ノッター型（A級）のものが踏襲された。水雷艇撃攘のための艦砲は駆逐艦の第一の武器とされており、主砲としては40口径7.6cm砲（QF 12ポンド砲）1基、副砲として40口径5.7cm砲（6ポンド砲）5基が搭載された。主砲は艦首甲板直後のプラットフォームに搭載された。
また、水雷艇撃攘と同時に、水雷艇と同様の雷撃任務も求められたことから、18インチ魚雷発射管2基も搭載されている。

## 同型艦一覧
| 発注/購入 | 造船所                | 艦名                                   | 竣工       | 解体/売却           |
| --------- | --------------------- | -------------------------------------- | ---------- | ------------------- |
| 1895-6年  | ヴィッカース ・バロー | エーヴォン HMS Avon                    | 1899年2月  | 1920年              |
| 1895-6年  | ヴィッカース ・バロー | ビターン HMS Bittern                   | 1897年4月  | 1918年4月衝突沈没   |
| 1895-6年  | ヴィッカース ・バロー | オッター HMS Otter                     | 1900年3月  | 1916年              |
| 1896-7年  | ヴィッカース ・バロー | レパード HMS Leopard                   | 1899年7月  | 1919年              |
| 1899年    | ヴィッカース ・バロー | ヴィクセン HMS Vixen                   | 1902年3月  | 1921年              |
| 1895-6年  | J&Gトムソン           | ブレイズン HMS Brazen                  | 1900年7月  | 1919年              |
| 1895-6年  | J&Gトムソン           | イレクトラ HMS Electra                 | 1900年7月  | 1920年              |
| 1895-6年  | J&Gトムソン           | リクルート HMS Recruit                 | 1900年10月 | 1915年5月1日 戦没   |
| 1895-6年  | J&Gトムソン           | ヴァルチャー HMS Vulture               | 1900年5月  | 1919年              |
| 1896-7年  | J&Gトムソン           | ケストレル HMS Kestrel                 | 1900年4月  | 1921年              |
| 1896-7年  | ドックスフォード      | ヴァイオレット HMS Violet              | 1898年6月  | 1920年              |
| 1896-7年  | ドックスフォード      | シルヴィア HMS Sylvia                  | 1898年1月  | 1919年              |
| 1897-8年  | ドックスフォード      | リー HMS Lee                           | 1901年3月  | 1909年10月 難破沈没 |
| 1896-7年  | ホーソン・ レスリー   | マーメイド HMS Mermaid                 | 1899年6月  | 1919年              |
| 1896-7年  | ホーソン・ レスリー   | チアフル HMS Cheerful                  | 1900年2月  | 1917年6月 戦没      |
| 1898年    | ホーソン・ レスリー   | ヴァイパー HMS Viper                   | 1900年     | 1901年8月 座礁沈没  |
| 1899年    | ホーソン・ レスリー   | グレイハウンド HMS Greyhound           | 1902年1月  | 1919年              |
| 1899年    | ホーソン・ レスリー   | レースホース HMS Racehorce             | 1902年3月  | 1920年              |
| 1899年    | ホーソン・ レスリー   | ローバック HMS Roebuck                 | 1902年3月  | 1919年              |
| 1896-7年  | フェアフィールド      | オスプリィ HMS Osprey                  | 1898年7月  | 1919年              |
| 1896-7年  | フェアフィールド      | フェアリィ HMS Fairy                   | 1898年8月  | 1918年5月31日 戦没  |
| 1896-7年  | フェアフィールド      | ジプシー HMS Gipsy                     | 1898年7月  | 1921年              |
| 1897-8年  | フェアフィールド      | リーヴェン HMS Leven                   | 1899年7月  | 1920年              |
| 1899年    | フェアフィールド      | オストリッチ HMS Ostrich               | 1901年12月 | 1920年              |
| 1899年    | フェアフィールド      | ファルコン HMS Falcon                  | 1901年12月 | 1918年4月 衝突沈没  |
| 1896-7年  | アール                | ダブ HMS Dove                          | 1901年7月  | 1920年              |
| 1896-7年  | アール                | ブルフィンチ HMS Bullfinch             | 1901年7月  | 1919年              |
| 1895-6年  | パルマーズ            | スター HMS Star                        | 1898年9月  | 1919年              |
| 1895-6年  | パルマーズ            | ホワイティング HMS Whiting             | 1897年6月  | 1919年              |
| 1895-6年  | パルマーズ            | バット HMS Bat                         | 1897年8月  | 1919年              |
| 1895-6年  | パルマーズ            | クレイン HMS Crane                     | 1898年4月  | 1919年              |
| 1895-6年  | パルマーズ            | シャモス HMS Shamois                   | 1897年11月 | 1904年事故沈没      |
| 1895-6年  | パルマーズ            | フライング・フィッシュ HMS Flying Fish | 1898年6月  | 1919年              |
| 1896-7年  | パルマーズ            | フォーン HMS Fown                      | 1898年12月 | 1919年              |
| 1896-7年  | パルマーズ            | フラート HMS Flirt                     | 1899年4月  | 1918年10月27日 戦没 |
| 1901年    | パルマーズ            | ヴェロックス HMS Velox                 | 1904年2月  | 1915年10月25日 戦没 |
| 1900年    | ブラウン              | ソーン HMS Thorn                       | 1901年6月  | 1919年              |
| 1900年    | ブラウン              | タイガー HMS Tiger                     | 1901年6月  | 1908年4月 衝突沈没  |
| 1900年    | ブラウン              | ヴィジラント HMS Vigilant              | 1901年6月  | 1920年              |
| 1896-7年  | ソーニクロフト        | アルバトロス HMS Albatross             | 1900年7月  | 1920年              |